# Erszényesfarkas-félék
Az erszényes farkasok (Thylacinidae) az erszényes ragadozók (Dasyuromorphia) rendjébe tartozó kihalt család. Az egyetlen jelenkori fajuk a közönséges erszényesfarkas (Thylacinus cynocephalus) volt, ami 1936-ban halt ki (bár azóta is rendszeresek a meg nem erősített megfigyelések Tasmánia, illetve az ausztrál kontinens területén). A család összes többi képviselője Ausztrália területén élt a régmúltban.

## Rendszerezés
A családba sorolt nemek és fajok:
- †Badjcinus
  - †Badjcinus turnbulli (kora oligocén)
- †Maximucinus
  - †Maximucinus muirheadae (középső miocén)
- †Muribacinus
  - †Muribacinus gadiyuli (középső miocén)
- †Mutpuracinus
  - †Mutpuracinus archiboldi (középső miocén)
- †Ngamalacinus
  - †Ngamalacinus timmulvaneyi (alsó miocén)
- †Nimbacinus
  - †Nimbacinus dicksoni (késő oligocén – alsó miocén)
  - †Nimbacinus richi (középső miocén)
- †Thylacinus
  - †Közönséges erszényesfarkas (Thylacinus cynocephalus) (kora pliocén – 1936)
  - †Thylacinus macnessi (felső oligocén – alsó miocén)
  - †Thylacinus megiriani (felső miocén)
  - †Thylacinus potens (alsó miocén)
  - †Thylacinus rostralis
- †Tjarrpecinus
  - †Tjarrpecinus rothi (felső miocén)
- †Wabulacinus
  - †Wabulacinus ridei (felső oligocén – alsó miocén)